# Vanilin
Vanilin čili 4-hydroxy-3-methoxybenzaldehyd je bílá krystalická látka se silnou květinovou vůní a sladkou chutí. Chemicky se řadí mezi fenoly, ethery a aldehydy.

## Výskyt v přírodě
Je hlavní těkavou složkou silice obsažené v plodech (tobolkách), tedy v koření zvaném vanilka a získávaném z různých druhů orchidejí rodu vanilovník (Vanilla), zejména:
- V. planifolia – vanilovník plocholistý,
- V. pompona – vanilovník velkokvětý
- V. tahitiensis – vanilovník tahitský

Jeho obsah v sušených plodech kolísá mezi 1,5 až 3 %.

## Výroba
První syntetická příprava vycházela z lépe dostupného eugenolu (např. ze skořicové silice), který se izomerizací přeměnil na isoeugenol, a ten pak následnou oxidací přešel na vanilin:
V současné době se však průmyslově připravuje formylací Reimer-Thiemannovou reakcí z guajakolu, obsaženého v dřevném dehtu, chloroformem a hydroxidem draselným:
nebo fermentační přeměnou polymerního ligninu, který je odpadní látkou při výrobě celulózy ze dřeva v papírenském průmyslu.
Synteticky vyráběný vanilin je přibližně pětsetkrát levnější než přírodní; vzhledem k tomu, že vanilin připravený extrakcí z vanilek obsahuje jako příměsi řadu dalších organických vonných a chuťových látek, bývá syntetický vanilin méně chutný. Doplatila na to např. firma Coca-Cola Corp., která se v roce 1985 neúspěšně pokusila prosadit na trhu s lacinější verzí svého nápoje „New Coke“ ochuceného syntetickým vanilinem.[zdroj?]

## Použití
Přírodní i syntetický vanilin se používá především k ochucování sladkých jídel, pochutin a nápojů v potravinářském průmyslu, při přípravě vonných esencí pro výrobu parfémů, voňavek, mýdel a jiných hygienických prostředků a v menší míře i ve farmaceutickém průmyslu a v lékařství, zejména jako doplňková součást tekutých přípravků (kapek, kloktadel aj.) a mastí.